# Nikolaï Bogolioubov
Pour les articles homonymes, voir Nikolaï Bogolioubov (acteur) et Bogolioubov.
Nikolaï Nikolaïevitch Bogolioubov (en russe : Николай Николаевич Боголюбов), né le 21 août 1909 à Nijni Novgorod et mort le 13 février 1992 à Moscou, est un mathématicien et un physicien soviétique et russe. Il est connu pour ses travaux dans le domaine de la théorie statistique des champs (en) et des systèmes dynamiques. Il fut récompensé par la médaille Franklin en 1974 et la médaille Dirac en 1992. Il fut l'élève de Nikolaï Krylov.

## Enfance et études
Il est né à Nijni Novgorod, dans l'Empire russe. Sa famille se rend ensuite à Kiev en 1921, où il obtient l'équivalent du baccalauréat français ; il étudie ensuite les mathématiques et la physique à l'Université de Kiev. En 1924, il publie son premier article scientifique. En 1925, il commence sa thèse de doctorat sous la direction de Nikolaï Krylov à l'Académie des sciences d'Ukraine qu'il obtient en 1929.

## Recherches
Krylov et Bogolioubov sont les personnages clé de ce que l'on nomme l'école de Kiev de la recherche sur les oscillations non linéaires. Leur collaboration débouche sur la publication de On the quasiperiodic solutions of the equations of nonlinear mechanics en 1934 et de l'ouvrage Introduction to nonlinear mechanics en 1937 (traduit en anglais en 1947).
Dans les années 1940 et 1950, Bogolioubov travaille sur la théorie de la superfluidité et de la supraconductivité. Ensuite il travaille sur la théorie quantique des champs et introduit la transformée de Bogolioubov (en). Dans les années 1960, son attention se tourne vers la modélisation des hadrons par les quarks, appelée aujourd'hui chromodynamique quantique; en 1965, il est l'un des premiers à étudier le nouveau nombre quantique à charge de couleur.

## Récompenses
Pour ses travaux, Bogolioubov obtient les plus hautes distinctions de l'Union soviétique :
- Héros du travail socialiste (1969, 1979)
- Prix Lénine (1958)
- Prix d'État de l'URSS (1947, 1953, 1984)
- Médaille Lomonosov  (1984)
- Plaque en sa mémoire sur le bâtiment rouge de l'université de Kiev.